# Trận Ardennes (Thế chiến thứ nhất)
Trận Ardennes, còn gọi là các trận Longwy và Neufchateau, diễn ra từ ngày 21 cho đến ngày 23 tháng 8 năm 1914, trong chuỗi trận Biên giới Bắc Pháp giữa quân đội Đức với liên minh Anh-Pháp dọc theo Mặt trận phía Tây và là một trong những trận đánh mở màn của Chiến tranh thế giới thứ nhất. Trong trận này quân Đức thuộc hai tập đoàn quân số 4 và 5 do Quận công Albrecht xứ Württemberg và Thái tử Wilhelm chỉ huy đã đánh cho quân Pháp thuộc các tập đoàn quân số 3 và 4 do hai tướng Pierre Ruffey và Fernand de Langle de Cary chỉ huy đại bại. Trận đánh đã bộc lộ nhiều ưu thế về chiến thuật và huấn luyện của quân đội Đức so với Pháp. Không những buộc hai tập đoàn quân Pháp phải rút chạy khỏi Bỉ, chiến thắng ở rừng núi Ardennes đã khai lối cho các đoàn quân Đức tiến vào một vùng lãnh thổ có giá trị của Pháp.

## Bối cảnh
"Kế hoạch XVII", bản kế hoạch tác chiến của quân đội Pháp khi Chiến tranh thế giới thứ nhất bùng nổ, yêu cầu thực hiện hai cuộc tấn công quy mô lớn vào quân đội Đức: một cuộc tại Lorraine và một cuộc trên mạn bắc tuyến Verdun-Metz. Tổng tham mưu trưởng Pháp Joseph Joffre tin rằng quân đội Đức đã tập kết ở vùng ngoại ô Metz và do vậy, hai chiến dịch tấn công nói trên sẽ tạo thế bao vây quân chủ lực Đức từ nhiều hướng.
Những diễn biến trong các tuần đầu của cuộc chiến đã cho thấy giả định của Joffre là không chính xác. Tuy vậy, các sự kiện này cũng tiếp sức cho ý định của ông nhằm mở một chiến dịch tấn công thứ hai, trong đó các tập đoàn quân số 3 và 4 Pháp tiến vào miền Ardennes của Bỉ. Trận phản công của quân Đức tại Lorraine ngày 20 tháng 8 đã cho thấy quy mô đáng kể của cánh trái quân Đức phía nam Metz, và người Pháp cũng càng lúc càng nhận thức về một cuộc hành quân qua Bỉ của các đạo quân Đức khổng lồ. Do đánh giá thấp khả năng huy động quân của Đức, giới chỉ huy Pháp cho rằng quy mô lớn của hai cánh quân Đức chứng tỏ lực lượng Đức khá yếu ở trung tâm. Thêm vào đó, Joffre nghĩ rằng quân Đức sẽ không dám chiến đấu trong rừng Ardennes. Do vậy, một cuộc hành quâng của Pháp qua khu vực dường như không bị chiếm đóng này sẽ bọc sườn các lực lượng Đức xa về mạn bắc tại Bỉ.
Do đó, Joffre phát lệnh cho Tập đoàn quân số 4 ở cánh trái dưới quyền tướng Fernand de Langle de Cary và Tập đoàn quân số 3 ở cánh phải dưới quyền tướng Pierre Ruffey đánh thọc vào Ardennes trên mạn đông bắc ngày 21 tháng 8. Quân cánh phải của Ruffey sẽ được yểm trợ bởi Tập đoàn quân Lorraine ở bên phải do tướng Michel Manoury chỉ huy[a]. Có điều, niềm tin của Joffre vào sự thiếu bóng quân Đức ở Ardennes không hề được dựa trên một cơ sở hợp lý nào. Trong khi địa hình rừng đồi của Ardennes gây khó khăn rất lớn cho quân Pháp thăm dò thực lực của Đức, tình hình càng trở nên tồi tệ hơn do các đơn vị kỵ binh thám sát của Pháp đều non kinh nghiệm và không được chỉ đạo bài bản. Thêm vào đó, rất ít đơn vị quân Pháp được trang bị đầy đủ bản đồ khu vực này. 
Trên thực tế, các lực lượng hùng hậu của Đức đã di chuyển xuống phía tây nam kể từ ngày 19 tháng 8. Để hỗ trợ cuộc hành quân bọc sườn rộng lớn của quân cánh trái theo kế hoạch Schlieffen, Tập đoàn quân số 4 (gồm các quân đoàn thường trực VI, VIII và XVIII cùng hai quân đoàn dự bị VIII và XVIII) do Quận công Albrecht xứ Württemberg chỉ huy và Tập đoàn quân số 5 (gồm các quân đoàn thường trực V, XIII và XVI cùng hai quân đoàn dự bị V và VI) do Thái tử Wilhelm chỉ huy đã tiến chậm vào rừng Ardennes.. Lực lượng của Albrecht và Wilhelm có đến 10 quân đoàn trong khi Langle và Ruffey chỉ có 9. Cứ đi đến đâu, quân Đức lại lập sẵn các chốt phòng ngự kiên cố ở đấy để đề phòng nguy cơ bị phe Hiệp ước tấn công. 

## Trận chiến
Khi quân Pháp tiến đánh Ardennes ngày 21 tháng 8, Tập đoàn quân số 3 chỉ đối mặt với các đơn vị yếu ớt của Đức. Tin chắc phần thắng sẽ nằm trong tay mình, Joffre thông báo với bộ trưởng chiến tranh Pháp: "Thời khắc của một hành động quyết định đã gần kề". Tuy nhiên, sang hôm sau, người Pháp chạm trán phải một lực lượng mạnh hơn rất nhiều của Đức và sớm nhận ra rằng người Đức đã không bỏ lơ khu vực phía đông Bỉ. 

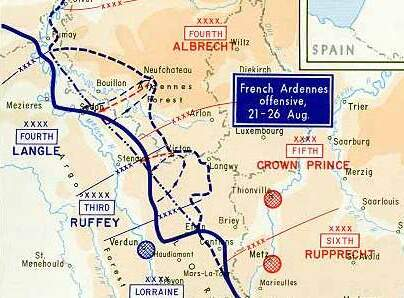
Bản đồ trận chiến Ardennes.

Sau khi phát hiện ra các cứ điểm phòng thủ rắn chắc của đối phương trong đêm trước, Quân đoàn V (tướng Charles Brochin) ở trung tâm Tập đoàn quân số 3 đã tiến công Quân đoàn XIII Đức dưới quyền tướng Max von Fabeck gần Longwy vào 5h sáng ngày 22, trong mưa lớn và sương mù dày đặc. Không hề được dọn đường và yểm trợ bằng pháo binh, bộ binh Pháp bị hao tổn nặng nề. Sau khi sương mù tan, quân Pháp mang khinh pháo 75 ly vào trận địa nhưng việc sương mù tan đã làm các khẩu pháo Pháp trên địa hình mở bị lộ rõ trong tầm nhìn của người Đức và nhanh chóng bị các cỗ bích kích pháo 105 và 150 ly của Đức làm câm tịt. Dưới sự yểm trợ của đại pháo, quân Đức phản công đánh tan một sư đoàn Pháp, và phải đến 18h20 thì tư lệnh Quân đoàn V mới chấn chỉnh lại được các đơn vị của mình. Ở cánh trái Tập đoàn quân số 3, tình hình Quân đoàn IV dưới quyền tướng Victor-René Boële cũng không kém phần tồi tệ trong ngày hôm ấy. Tiến công dưới làn sương mù dày đặc, Quân đoàn IV Pháp thình lình rơi vào hỏa lực phòng thủ của Quân đoàn V Đức do tướng Hermann von Strantz chỉ huy tại Ethe - Virton và bị đánh cho tơi tả. Cũng như với Quân đoàn V, một sư đoàn của Quân đoàn IV đã bỏ chạy dưới làn đạn khốc liệt của Đức. Bên phải Tập đoàn quân số 3 Pháp, cuộc tiến công của Quân đoàn VI dưới quyền tướng Maurice Sarrail diễn tiến suôn sẻ hơn, nhưng cũng bị Quân đoàn VI Đức dưới quyền tướng Konrad von Goßler đẩy lui. Sự tàn khốc của trận chiến đã được thể hiện miêu tả của một hạ sĩ Pháp: "Những đống xác người, Pháp và Đức, nằm trên mọi đoạn đường, với súng trường trong tay. Mưa đang đổ, những quả đạn trái phá đang gào thét và nổ tung … Chúng tôi nghe những người bị thương kêu la từ khắp các cánh rừng". Vào thời điểm cuối ngày, phía Đức đã xóa tan mọi ý tưởng của đối phương về một cuộc hành quân dễ dàng tới Arlon. 
Cùng ngày 22, cánh trái Tập đoàn quân số 4 Pháp tiến được xa hơn rất nhiều so với cánh phải, và một số thành phần quân cánh trái đã tiếp cận được Neufchâteau. Đội hình của Tập đoàn quân số 4 từ trái sang phải gồm các quân đoàn IX, XI, XVII, XII, Thuộc địa và II. Bên cánh cực hữu, Sư đoàn 4 Pháp (Quân đoàn II - tướng Augustin Gérard) vào đầu ngày đã đến được Bellefontaine ở hướng bắc, nhưng chưa kịp tiến khỏi đây thì bị buộc phải chuyển sang thế bị động trước sự xuất hiện của Lữ đoàn 22 thuộc Sư đoàn 11 (tướng Richard von Webern), Quân đoàn VI - Tập đoàn quân số 4 Đức. Trong một trận đấu hỏa lực kéo dài 5 tiếng đồng hồ, các tốp bộ binh Đức - dưới sự yểm trợ sát cận của pháo binh - đã tận dụng mọi cơ hội để tiến dần lên phía trước và chọn thêm vị trí bắn tốt. Khi quân phòng thủ Pháp trở nên rệu rã, quân Đức mới tràn vào Bellefontaine và phá được quân Pháp tại nhiều địa điểm. Tuy nhiên, do mệt lã và không còn quân dự trữ, quân Đức không tiến được sâu vào Bellefontaine và rút về St. Vincent lúc 17h. Song quân Pháp cũng đã kiệt sức và rút khỏi Bellefontaine trong màn đêm. Cuộc tấn công của Lữ đoàn 21 ngày 22 đã tàn phá hàng phòng thủ vững chãi của Sư đoàn 4 Pháp đến mức họ tưởng mình đã đương đầu phải "một quân đoàn Đức", và không còn hy vọng yểm trợ cho Quân đoàn Thuộc địa của tướng Lefèvre ở bên trái.

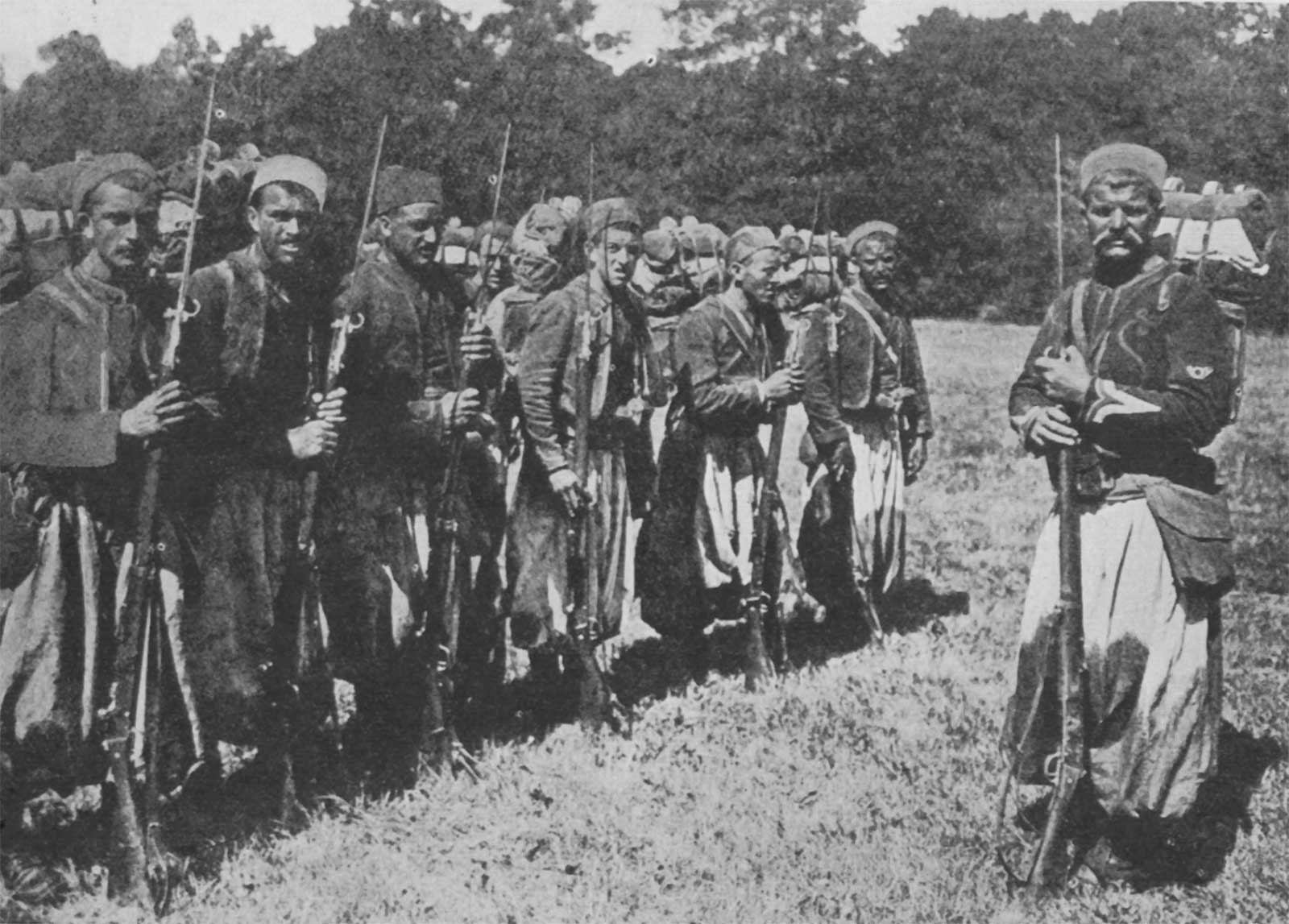
Lính thuộc địa Bắc Phi của Pháp.

Giao tranh diễn ra hết sức ác liệt trên mặt trận của Sư đoàn Thuộc địa 3 Pháp dưới quyền tướng Léon Raffenel trong ngày 22 tháng 8. Sau vài trận đụng độ lẻ đầu buổi sáng - trong đó các toán thương kỵ binh đánh bộ của Đức chủ động chặn bắn kỵ binh tiên phong Pháp rồi rút nhanh, Sư đoàn Thuộc địa 3 sớm tiếp cận một trận địa kiên cố của Sư đoàn Bộ binh 12 Đức dưới quyền tướng Martin Chales de Beaulieu (Quân đoàn VI - tướng Kurt von Pritzelwitz) gần Rossignol, cách Neufchâteau 15 km về phía nam. Trong hàng loạt cuộc xung phong của mình, 6 tiểu đoàn Pháp lần lượt bị quân Đức đem súng trường, súng máy và đại bác ra bắn tan xác. Để đáp trả các đợt tấn công của quân thuộc địa Pháp, quân Đức thuộc Quân đoàn VI đi vòng sườn phải Sư đoàn Thuộc địa 3, phá hủy mọi đại bác, xe chở đạn và xe vận tải. Đến đêm, thiệt hại của Sư đoàn Thuộc địa 3 cùng Sư đoàn Thuộc địa 2 tiếp viện cho họ đã lên tới 11.648 quân, và Sư đoàn Thuộc địa 3 coi như bị xóa sổ. Bản thân Raffenel cùng một lữ đoàn trưởng dưới quyền ông là Charles Rondoney đã bị giết trong trận chiến. Trong khi Sư đoàn Thuộc địa 3 bị tàn sát ở Rossignol, Lữ đoàn Thuộc địa 5 bên cánh trái đã tổ chức hành quân đến Neufchatêau. Trên đường tiến của quân Pháp, các toán thương kỵ binh Đức trong buối sáng đã xuống ngựa, ẩn nấp và đợi đến khi kỵ binh tiền phương Pháp đến gần thì bắn xối xả rồi tháo lui. Những hành động này đã khống chế hoàn toàn hoạt động thám sát của kỵ binh Lữ đoàn Thuộc địa 5 do họ buộc phải đi sau các đơn vị bộ binh tiền vệ. Đến khi quân Pháp tiếp cận Neufchatêau, họ nhanh chóng vấp phải hỏa lực cường độ mạnh của đối phương. Các chỉ huy quân Đức đã nhanh tay huy động mọi lực lượng trong khu vực của mình để tấn công quân Pháp bằng ưu thế áp đảo về quân số và hỏa lực. Mặc dù chiến đấu dũng cảm gây cho đối phương không ít tổn thất, Lữ đoàn Thuộc địa 5 tinh nhuệ đã bị hai lữ đoàn Đức thuộc Quân đoàn Dự bị XVIII do tướng Kuno von Steuben chỉ huy đè bẹp; hai tiểu đoàn thuộc địa Pháp bị tiêu diệt và số tiểu đoàn còn lại hoàn toàn không còn sức chiến đấu. 

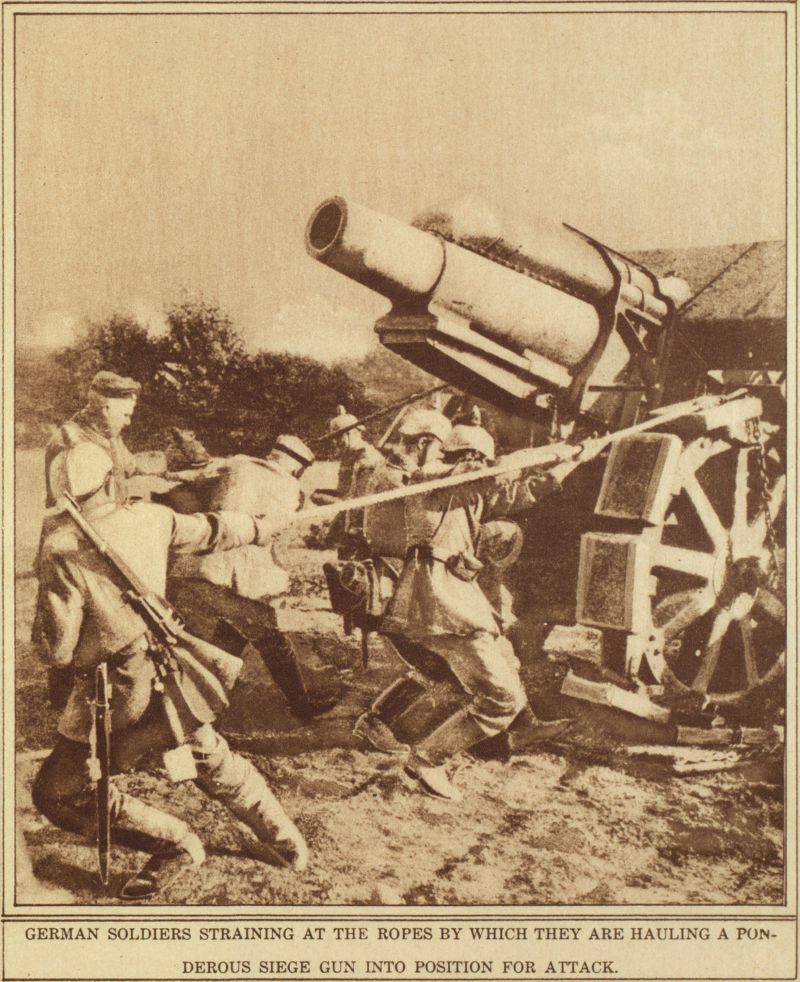
Pháo thủ Đức kéo bích kích pháo hạng nặng 21 cm vào vị trí.

Cũng vào ngày 22, Quân đoàn XII Pháp đã đánh bại được một lực lượng Đức yếu ớt gồm các trung đoàn dự bị 107 và 138 vào lúc đầu chiều, nhưng về sau bị hai trung đoàn dự bị 81 và 88 (Quân đoàn Dự bị XVIII), một trong số đó không hề được trang bị súng máy hay yểm trợ bởi pháo binh, chặn đứng cách mục tiêu tiến công của mình ở Libramont và Recogne 5 km. Việc Quân đoàn XII bị giam chân đã làm hở sườn Quân đoàn XVII dưới quyền tướng Ardennes, dẫn đến thảm họa lớn nhất mà lực lượng cánh trái Pháp phải hứng chịu trong trận chiến Ardennes: bị Sư đoàn 21 (tướng Ernst von Oven) - Quân đoàn XVIII Đức (tướng Kuno von Steuben) đánh vòng tập hậu, Sư đoàn 33 - Quân đoàn XVII Pháp tại Bertrix không chỉ chịu tổn thất lớn về bộ binh mà còn gần như mất sạch pháo binh của mình: đội ngũ pháo thủ của họ chịu thiệt hại hết sức nặng nề và chỉ có một số cực ít các cỗ đại bác là không bị quân Đức phá hủy hoặc thu giữ. Sau này, Joffre nhận định cuộc thua trận của Sư đoàn 33 tại Bertrix là sự kiện mấu chốt dẫn đến thất bại toàn cục của Tập đoàn quân số 4. 
Trên mạn bắc, Quân đoàn XI Pháp không phá nổi trận tuyến của Lữ đoàn 20 (Sư đoàn 25) Đức và phải lùi bước sau khi bị Lữ đoàn 49 Đức đánh ập vào sườn phải. Quân đoàn IX Pháp bên trái họ không tham chiến nhiều trong ngày hôm ấy. Đến đêm, de Langle thông báo với Joffre: 
| “           | Hôm nay mọi quân đoàn đều đã giao chiến. Nhìn chung các kết quả không mấy tốt đẹp. | ” |
| — De Langle |                                                                                    |   |

Bất chấp những kết quả tồi tệ ngày 22 tháng 8, Joffre xuống lệnh cho các tư lệnh Tập đoàn quân số 3 và 4 tái phát động tấn công sớm nhất có thể vào ngày hôm sau, do sách lược tấn công của ông phụ thuộc vào thắng lợi của hai tập đoàn quân nói trên tại Bỉ. Lúc 9h25, Ruffey báo cáo với Joffre rằng ông ta không thể tái tổ chức tiến công trong ngày hôm ấy do việc "chỉnh đốn" hàng ngũ các đơn vị chưa được hoàn tất. Lúc 13h, tư lệnh Tập đoàn quân số 3 thông báo tình hình đang được cải thiện, nhưng ngay sau khi vừa chuẩn bị tiếp tục tấn công, ông ta hay tin quân Đức đã đẩy Quân đoàn V về phía sau 8 km. Động thái này đã đặt dấu chấm hết cho mọi hy vọng tiếp tục tiến công của Ruffey và buộc toàn bộ Tập đoàn quân số 3 phải triệt thoái để duy trì đội hình với Quân đoàn V. Tình hình Tập đoàn quân số 4 lại còn tồi tệ hơn. Sau khi bị Sư đoàn 21 Đức đánh tơi bời trong ngày 22, các thành phần thuộc Sư đoàn 33 (Quân đoàn XVII) đã trở nên hoảng loạn và cuống cuồng bỏ chạy về phía sau, buộc quân đoàn phải triệt thoái hoàn toàn vào đêm 22-23. Trong thư gửi về gia đình, Désiré Renault - một binh sĩ Pháp thuộc Trung đoàn 88 (Quân đoàn XVII), hồi tưởng: 
| “ | Cuộc chiến đấu đã kết thúc, mọi bạn hữu của tôi đã bị đánh chạy, và chúng tôi, các thương binh, đã bị bỏ lại mà không hề được chăm sóc, muốn chết vì khát. Thật là một cái đêm kinh khủng!". | ” |
| — Renault, người đã may mắn được hai y tá của Hội Hồng Thập tự đưa vào một bệnh viện dã chiến tại Longwy vào ngày 23 | |   |

Trên mặt trận Quân đoàn Thuộc địa, tàn binh Lữ đoàn Thuộc địa 5 Pháp cũng rút chạy khỏi Neufchâteau lúc 5h ngày 23, làm hổng sườn Quân đoàn XII và buộc họ phải triệt thoái. Cuối ngày 23 tháng 8, ngoại trừ một số đơn vị trên mạn bắc, các tập đoàn quân số 3 và 4 Pháp đã lui về các khởi điểm xuất quân của mình. 

### Trận đầu của Rommel
Trong sương mù dày đặc của buổi sớm ngày 22 tháng 8 năm 1914, khi đang thám thính Bleid – một ngôi làng gần Longwy, trung đội của Thiếu úy Erwin Rommel (Đại đội 7 Trung đoàn Bộ binh 124 Đức) đã phát hiện và thu hút hỏa lực của quân Pháp. Rommel bèn cho trung đội mình dừng bước và dẫn một hạ sĩ quan cùng hai binh nhì tiến sâu vào làng Bleid, nơi ông gặp phải một tổ lính Pháp gồm từ 15 đến 20 người. Dù đang mệt mỏi và ốm yếu nhưng Rommel cùng 3 thuộc cấp ngay lập tức lao lên và bắn chết một vài lính Pháp trước khi họ kịp xoay xở. Sau đó, số quân Pháp còn lại ẩn náu và Rommel huy động toàn trung đội ông xông vào tiến công Bleid. Họ giành giật từng căn nhà với đối phương cho đến khi chiếm trọn được làng và tóm giữ 50 tù binh Pháp. Đây là chiến thắng đầu tiên trong sự nghiệp của Thống chế Erwin Rommel, một trong những nhà chỉ huy quân sự kiệt xuất của Đức thời Chiến tranh thế giới thứ hai. Dù chỉ là một trận đánh nhỏ và không mấy nổi bật, cuộc chiến đấu tại Bleid đã phản ảnh phong cách cầm quân táo bạo gắn liền với những thắng lợi vang dội của Rommel khi ông chỉ huy Sư đoàn Thiết giáp 7 ("Sư đoàn Ma") trong Chiến dịch nước Pháp năm 1940 và chỉ huy Binh đoàn Phi Châu (Deutsches Afrikakorps) trên Mặt trận Bắc Phi trong các năm 1941 – 1943. 

## Sau trận đánh
Trận chiến Ardennes đã chấm dứt với thất bại tả tơi của các tập đoàn quân số 3 và 4 Pháp. Không chỉ bị đánh đuổi khỏi miền Ardennes, quân Pháp sau đó còn phải triệt thoái về một chiến tuyến từ Sedan tới Verdun, bỏ lại cho quân đội Đức hoàng kiểm soát một phần lãnh thổ có giá trị của Pháp. Nhận định lầm lạc của Joffre về thực lực và bố trí của quân đội Đức đã góp phần lớn dẫn đến sự bại trận của quân đội ông. Nhưng sau đó, viên tướng Pháp điềm tĩnh đánh giá lại tình hình để phòng ngừa một thảm họa toàn diện hơn nữa. Vào thời điểm ngày 24 tháng 8, Joffre đã nhận ra mối đe dọa nghiêm trọng mà các Tập đoàn quân số 1 và số 2 Đức đem lại cho Lực lượng Viễn chinh Anh và Tập đoàn quân số 5 Pháp ở cánh trái của ông ta. Khả năng nhìn nhận và đối phó với khủng hoảng của Joffre vào mùa thu 1914 đã góp phần cứu nước Pháp khỏi nguy cơ nhanh chóng bị đánh bại hoàn toàn như ở năm 1870-71 và 1940. 

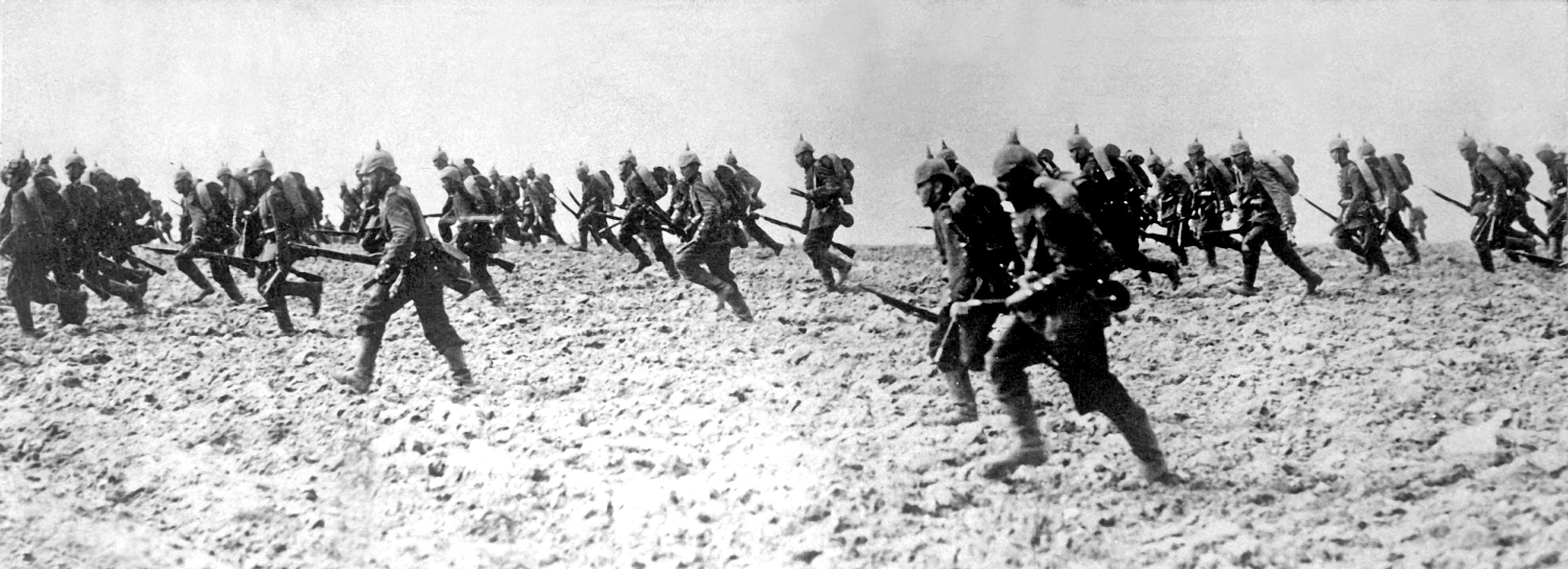
Một cuộc tấn công của bộ binh Đức, tháng 8 năm 1914.

Sau thắng lợi của Thái tử Wilhelm trên mặt trận Ardennes, Đức hoàng Wilhelm II ban tặng con mình Huân chương Thập tự Sắt hạng I và II – giống như ông đã làm với Thế tử Rupprecht xứ Bayern, người chiến thắng trận Lorraine, trước đó. 

### Phân tích
Theo nhận định của các sử gia hiện đại như Terence Zuber và Douglas Fermer, chiến thắng Ardennes đã chứng tỏ ưu thế về chiến thuật và huấn luyện của quân đội Đức. Trong các ngày 21 - 22 tháng 8, người Đức đã tiến hành xuất sắc các hoạt động tuần tiễu và trinh sát của mình trong khi người Pháp thì ngược lại. Các đơn vị kỵ binh và bộ binh thám sát của Đức trên chiến trường Ardennes đã ngăn chặn, khống chế thành công hoạt động trinh sát của kỵ binh Pháp đồng thời cung cấp được thông tin chính xác cho bộ chỉ huy về các cuộc hành quân của Pháp. Các cuộc trinh thám của không quân Pháp ở vùng rừng núi Ardennes cũng tỏ ra không mấy hiệu quả.
Theo một nhà sử học hiện đại khác, Holger H. Herwig, thảm họa mà các tập đoàn quân số 3 và 4 Pháp phải hứng chịu vào ngày 22-23 tháng 8 cũng xuất phát từ trận hình bậc thang của họ. Theo mô tả của một sĩ quan Pháp, hai tập đoàn quân dàn trận hình giống như một "cầu thang" từ trái xuống phải, với mỗi "bậc thang" bao gồm một quân đoàn nhìn lên mạn bắc. Về lý thuyết, kiểu đội hình này giúp cho mỗi quân đoàn Pháp có thể tấn công về phía bắc hoặc phía đông theo yêu cầu của tình huống. Nhưng trên thực tế, nó đã buộc cánh phải của mọi quân đoàn Pháp phải lệ thuộc hoàn toàn vào bước tiến của quân đoàn bên phải mình. Việc một quân đoàn bị chặn đứng không chỉ đe dọa sườn quân đoàn bên trái, mà còn đưa toàn bộ "cầu thang" vào nguy cơ sập đổ. 

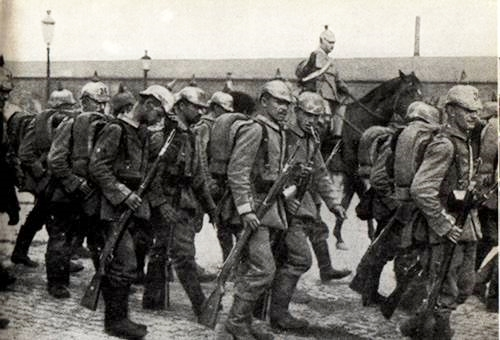
Lính Đức hành quân trong trận Biên giới Bắc Pháp tháng 8 năm 1914.

Trong trận chiến ngày 22, nhờ việc vận dụng học thuyết "Sứ mệnh lệnh" (Aufragstaktik), các cấp tư lệnh quân Đức đã nhanh chóng điều động và triển khai được mọi lực lượng sẵn có của mình để đương đầu với cuộc tiến công của Joffre. Trái với người Đức, phía Pháp lại tiến hành khai triển quân lực của mình một cách ngập ngừng và chậm chạp. Trong tác chiến, tính ưu việt về chiến thuật và huấn luyện của Đức đã được thể hiện qua sự phối hợp nhuần nhuẫn giữa các đơn vị gần nhau trong tác chiến, cũng như sự kết hợp chặt chẽ hỏa lực pháo binh, súng trường và súng máy để chế áp quân Pháp. Zuber cho biết, khi quân Đức ở thế thủ, làn hỏa lực ấy nghiền nát ác đợt tấn công của quân Pháp. Khi quân Đức ở thế công, các đội hình tản khai của họ tiếp cận và phá vỡ bộ binh Pháp bằng sự phối hợp hỏa lực với vận động. Ngay cả ở những nơi họ không nắm ưu thế về quân số, quân đội Đức chiến đấu dũng mãnh, thâm nhập vào giữa các đơn vị Pháp và ẩn nấp bất cứ lúc nào có thể để hạn chế hỏa lực của đối phương. Chẳng hạn như tại Bertrix, chỉ một mình Sư đoàn Bộ binh 21 Đức đã đánh cho cả Quân đoàn XVII Pháp chạy dài. Trong một ví dụ khác, Trung đoàn Dự bị 81 Đức - bị áp đảo về hỏa lực bởi Quân đoàn XII Pháp - đã nấp vào các bụi rậm trên một khu đất cao và cầm cự đến 4 tiếng đồng hồ thì mới thua. Cuối cùng Quân đoàn XII Pháp cũng phải dừng bước trước Trung đoàn Dự bị 88 Đức.

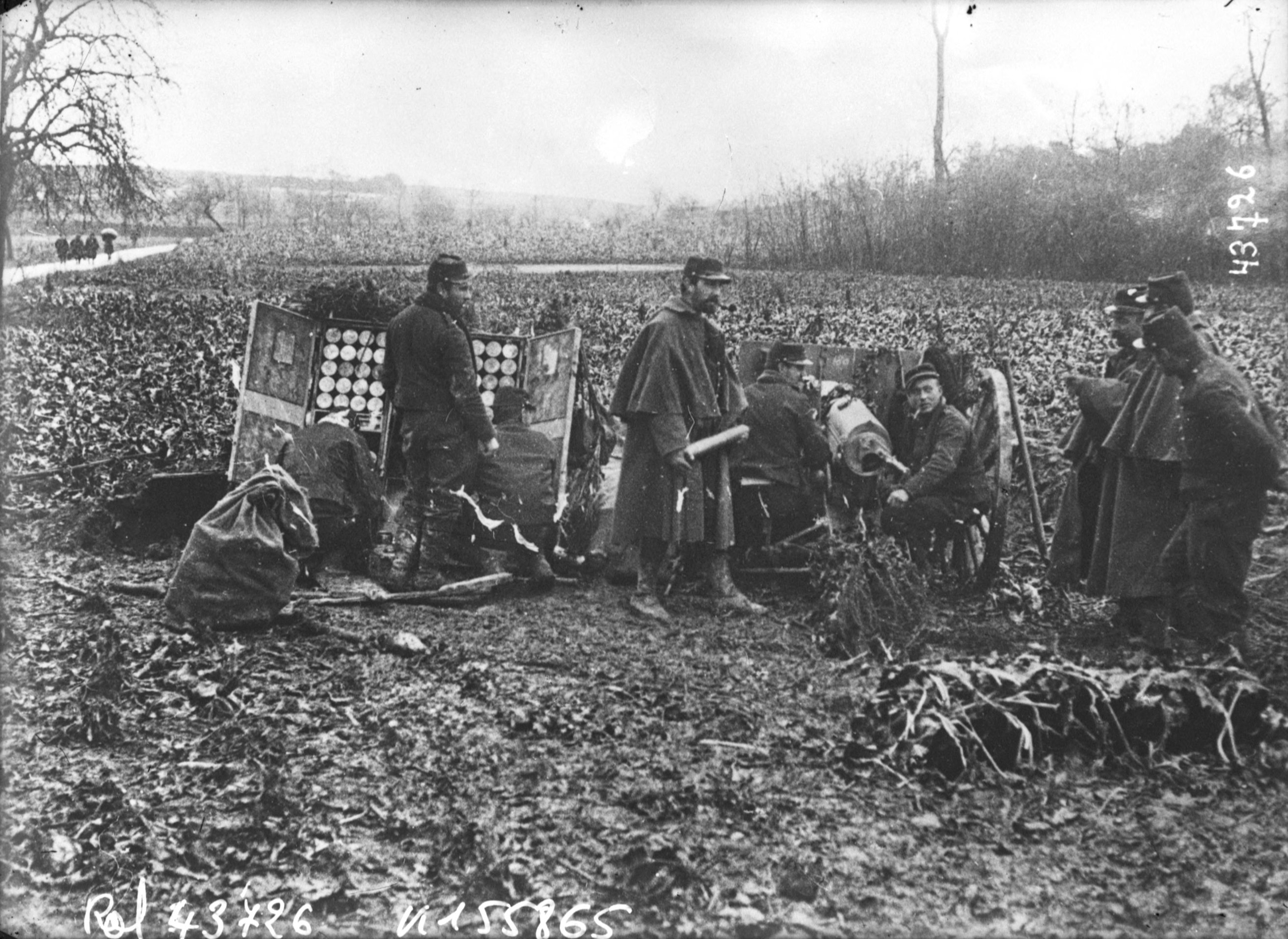
Pháo binh hạng nhẹ 75mm của Pháp.

Bên phía Pháp, tuy rằng loại pháo tối tân 75mm đã gây tổn thất lớn cho quân Đức ở nhiều nơi, bộ binh và pháo binh Pháp phối hợp rất lỏng lẻo trong tác chiến. Theo Fermer, cho dù số đại đội súng máy của hai bên là ngang ngửa nhau, quân Pháp tỏ ra bất lực hơn nhiều trong việc triển khai và che giấu súng máy của mình. Thêm vào đó, màu sắc sặc sỡ của các bộ quân phục Pháp từ thời thế kỷ 19 (áo xanh, quần đỏ) đã làm cho lính Pháp dễ dàng trở thành mồi ngon cho những tay bộ binh thiện xạ của Đức, trong khi lính Đức dễ ngụy trang hơn trong quân phục màu xám của mình. Đội ngũ sĩ quan Pháp cũng dễ bị nhận diện qua những chiếc khăn tay trắng và áo bành tô ngắn của họ, và do đó đã chịu tổn thất hết sức to lớn vào mùa thu 1914. Khi đang cố thu nhặt thông tin vào đêm 22, một sĩ quan tham mưu của Tập đoàn quân số 3 đã gặp lại một người bạn cũ vừa tham gia trận đánh và được nghe "anh ta kể tôi về việc lữ đoàn anh ta đã hứng chịu thảm họa ra sao … về viên tư lệnh của anh bị giết ngay bên cạnh anh, về từng lớp binh sĩ bị đốn ngã bởi súng máy; về nỗi kinh hoàng trong cuộc chiến dưới sương mù; về một cơn ác mộng ghê gớm … Và viên sĩ quan này, người mà tôi am hiểu và không có lý do gì để ngờ vực về lòng dũng cảm của anh ta, lấy hai tay che mắt như thể không muốn nhìn khung cảnh kinh tởm này nữa". 

### Thiệt hại
Cuộc chiến khốc liệt ở Ardennes đã đem lại thương vong rất lớn cho cả hai bên, đặc biệt là quân Pháp. Tại Rossignol, tổn thất của quân Pháp lên đến 11.277 người trong khi phía Đức chỉ thiệt mất 1.318 người. Ở Bellefontaine, Sư đoàn 4 Pháp tổn thất 1.195 người (trong đó 527 chết) trong khi Lữ đoàn 21 Đức đối đầu với họ cũng thương vong khoảng 1.920 người, trong đó 345 tử vong. Tại Neufchâteau, Lữ đoàn Thuộc địa 5 Pháp mất đến 3.600 quân trong khi hai lữ đoàn của Quân đoàn Dự bị XVIII Đức chỉ tổn thất 1.800 quân. Ở Bertrix, pháo binh của Sư đoàn 33 Pháp bị tận diệt và tổn thất của sư đoàn lên đến 3.181 sĩ quan và binh lính. Lữ đoàn 66 chịu thiệt hại đến hơn 30% lực lượng trong khi Lữ đoàn 65 bị nát vụn: Trung đoàn 7 của họ đã tan chạy sau 25 phút chịu hỏa lực cường độ mạnh của Đức và phải đến ngày 24 tháng 8 thì mới chỉnh đốn lại được đội hình của mình. Về phía Đức, tổn thất của Sư đoàn 21 có lẽ chỉ bằng khoảng 1/3 tổn thất của đối phương. Trung đoàn Bộ binh 88 - đơn vị Đức tham chiến nhiều nhất tại Bertrix - chịu thương vong 21 sĩ quan và 436 binh lính. Theo Lịch sử Trung đoàn 88, thiệt hại của trung đoàn trong trận Ardennes lớn hơn trong bất cứ một trận đánh nào thời Chiến tranh Pháp-Phổ. Trong khi đó Trung đoàn Bộ binh 81 bị tổn thất lớn về đội ngũ sĩ quan: 3 đại đội trưởng và 5 trung tá tử trận, 1 tiểu đoàn trưởng, 2 đại đội trưởng và 7 trung tá bị thương. Quân Đức thuộc đại đội công binh của Sư đoàn 21 cũng thu giữ được một hiệu kỳ của Trung đoàn 20 Pháp. Tại Massin-Anloy, số quân bị giết của các sư đoàn 22 và 34 Pháp lên đến 2.240 và Sư đoàn 34 bị tiêu diệt. Thương vong của Sư đoàn 25 Đức lên đến 3.224 người, trong số đó 1.100 người tử trận. Ở Virton, Sư đoàn 8 Pháp bị hủy diệt và Sư đoàn 3 Pháp chịu tổn thất 556 người, trong khi 1.281 quân Đức bị thương vong. Một số chi tiết về thiệt hại của đội ngũ sĩ quan Sư đoàn 8: trong Trung đoàn Bộ binh 130, viên đại tá tử trận, toàn bộ 3 tiểu đoàn trưởng đều chết hoặc bị thương và chỉ một trong 12 đại đội trưởng là không bị sao. Bên cạnh Trung đoàn 130, Trung đoàn 24 mất gần sạch đội ngũ sĩ quan của mình cùng 770 binh lính, nói cách khác là 1/3 số lính của trung đoàn. Trong cuộc chiến đấu quanh Éthe và Bleid, cho biết thương vong của Sư đoàn 7 Pháp và Sư đoàn 10 Đức lần lượt là 5.342 và 1.872 quân. Ở Longwy, thiệt hại của Quân đoàn V Pháp gồm 2 sư đoàn 9 và 10 lên đến 2.884 quân trong khi các đơn vị thuộc Sư đoàn 26 Đức hao tổn 1.242 quân. Trong cuộc chiến đấu giữa các sư đoàn 9, 33 và Dự bị 12 của Đức với các sư đoàn 12, 40 và 42 của Pháp về hướng nam Longwy, quân Đức thiệt mất 4.458 người trong khi Sư đoàn 40 Pháp bị tan vỡ. Theo thống kê của Herwig vào năm 2009, thương vong của các tập đoàn quân số 4 và số 5 Đức trong giai đoạn 21–31 tháng 8 lần lượt là 19.218 (7.540 chết hay mất tích, 11.678 bị thương) và 19.017 (7.488 chết và mất tích, 11.529 bị thương). Herwig còn cho biết một số thông tin về tổn thất của quân Pháp trong trận chiến, theo đó Sư đoàn 8 mất đến 5.500 trên tổng số 16.000 quân ở Virton trong khi Sư đoàn 7 bị "đập nát" ở Ethe. Tại Ochamps, Trung đoàn Bộ binh 20 mất 1.300 quân (50%) trong khi Trung đoàn Bộ binh 11 mất 2.700 trên tổng số 3.300 quân. Cũng theo Herwig, Lữ đoàn Thuộc địa 5 chịu tổn thất 3.200 trên tổng số 6.600 quân của mình.
Với tổng số quân Pháp tử trận lên đến 27.000 người trên chiến trường Ardennes và các chiến trường khác dọc theo biên giới Bắc Pháp, ngày 22 tháng 8 năm 1914 đã được công nhận ngày đẫm máu nhất trong lịch sử quân sự Pháp. 

## Chú giải
• a)^  Chẳng may, Ruffey không hề được thông tin về sự thành lập và nhiệm vụ của Tập đoàn quân Lorraine, và phải đến đêm ngày 22 tháng 8 thì ông mới biết được sự hiện diện của tập đoàn quân này. Ông đánh điện yêu cầu tướng Manoury tiếp viện cho quân cánh phải Tập đoàn quân số 3 vốn đã bị nhiều tổn thất trong trận chiến, và Manoury lập tức nhận lời. Ông phát lệnh cho Sư đoàn Trừ bị 154 (tướng Julles Chailley) tiến vào tuyến Ollières-Domprixn và Sư đoàn Trừ bị 67 (tướng Henry Marabail) lập các vị trí quanh Senon và Amel. Tuy nhiên, lệnh của Manoury được mang tới quá trễ để hai sư đoàn có thể đến kịp và xoay chuyển thế trận.